# 일리닛
일리닛(Illinit, 본명: 최재연, 1982년 1월 14일 ~ )은 대한민국의 힙합 래퍼이다. 그는 그룹 베스핏의 리더였고, 리오 케이코아와 결성한 프로젝트 그룹 강남2인조의 멤버였다. 그 후 그는 1인 레이블 Triple I를 설립하고 솔로로 활동했으며, 현재는 페임제이가 이끌고 있는 팩토리보이 레코즈에 소속되어 활동하고 있다.

## 학력
- 경희대학교 경영학 학사

## 바이오그래피

### 출생 및 어린시절
일리닛은 서울특별시에서 1남 1녀 중 장남으로 태어났다. 그는 4살이였던 해에 아버지를 따라 미국으로 건너갔으며 어린시절을 미국에서 보내다가 한국으로 돌아와 한국에서 중학교에 입학했다. 고등학교 때 그는 다시 미국으로 돌아가서 고등학교를 졸업하고 한국으로 다시 돌아왔다.

### 베스핏
일리닛은 2001년 베스핏이라는 팀으로 '아디다스 힙합 페스티벌'에 참가하면서 첫 활동을 시작했다. 이후 2007년 베스핏은 해체하고 일리닛은 솔로 아티스트로 활동하게 되었다.

### 붓다베이비와 스나이퍼사운드
경희대학교 경영학과를 졸업한 일리닛은 학업과 음악 활동을 병행하면서 MC 스나이퍼가 만든 크루인 <붓다베이비>의 일원이 되어 공연을 하고 앨범에 피처링으로 참여하면서 이름을 알리기 시작했다. 2002년 12월에 발매된 MC 스나이퍼의 MC Sniper Limited Edition 앨범에 <Who Am I>라는 일리닛의 솔로곡이 들어감을 시작으로, 2003년 5월에 발매된 MC 스나이퍼 2집에는 <Champion>이라는 단체곡에 참여했다. 이후 2004년 3월에는 MC 스나이퍼 4집에 수록된 <네자루의 M.I.C>라는 곡에 참여하면서 그는 획기적인 속사포 라임으로 많은 찬사를 받았다. 그는 2003년부터 2005년까지 카투사로 군복무를 했다. 군 제대 후 뒤늦게 학사 학위를 취득한 그는 '스나이퍼사운드'와 정식으로 계약을 하고 2010년 5월 자신의 첫 EP앨범 《The I》를 발표하였다. 이 앨범의 타이틀 곡〈학교에서 뭘 배워〉는 한동안 대한민국 교육계의 현실을 웃음으로 비판하여 힙합을 모르는 사람들에게도 큰 공감을 선사하였다. 자신의 첫 앨범 발표 후 일리닛은 2010년 10월 발매 예정이던 자신의 정규 1집 앨범 날짜를 미루었다. 그 후 2011년 6월 드디어 일리닛은 자신의 첫 번째 정규 앨범 《Triple I》를 발표하였다. 1집 타이틀 곡 <Lost>는 가수 화요비가 참여하여 화제가 되었다.

### 강남2인조
2011년 11월에 그는 같은 레이블 소속인 리오 케이코아와 함께 《강남2인조》라는 팀을 결성해 앨범을 냈다.

### 트리플아이
2013년 초에 그는 '스나이퍼사운드'와의 계약을 해지하고 2013년 8월 15일 1인 레이블 'Triple I'를 설립하며 믹스테입 'EXHIBIT I: The Mixtape'를 일주일간 무료로 공개한 후, 2013년 8월 22일 정식으로 발매했다. 그 후 2013년 9월 17일에는 싱글 '나와 같은지'를 발매하고 같은 해 12월 3일 싱글 'Hello (feat. 준호 of 2PM)'을 발매했다. 일리닛의 'Triple I'는 페임제이(FAME-J)가 대표로 있는 '팩토리보이 프로덕션'과 제휴를 맺고 파트너쉽을 통해 활발하게 음악 활동을 해나가고 있다.

### 팩토리보이 레코즈
2014년 중순 그는 페임제이(FAME-J), 일레븐(i11evn), 릴샴(Lil cham), CMYK 등이 소속되어 있는 팩토리보이 프로덕션(FACTORY BOi Production)에 합류했다.
팩토리보이프로덕션 측은 그동안 일리닛이 수차례 팩토리보이의 러브콜을 고사해 왔지만 팩토리보이 프로덕션의 페임제이 대표와의 두터운 친분과 올해 4월 발매된 일레븐과의 콜라보 앨범 [Airborne] 작업 등으로 인해 극적으로 합류를 결정하게 되었다고 밝혔다.

### 결혼
2016년 10월 15일, 그는 캐나다 교포 출신인 여자친구와 2년간의 교제 끝에 결혼식을 올렸다.

## 디스코그래피

### 정규 앨범
- 2011년 6월 Triple I
- 2015년 11월 Made In `98
- 2018년 11월 Cosmos

### 미니 앨범
- 2010년 5월 The I

### 디지털 싱글
- 2012년 2월 트레이스 1.5 OST (다음 웹툰)
- 2012년 7월 남아돌아
- 2012년 11월 Survival (무료 공개)
- 2013년 9월 나와 같은지
- 2013년 12월 Hello (feat. 준호 of 2PM)
- 2014년 6월 Let`s Walk (Feat. 데피닛)
- 2014년 9월 Bohol
- 2015년 6월 Just Like
- 2015년 7월 어디야 (Where U At)
- 2015년 11월 Made In'98
- 2016년 4월 Everything

### 믹스테입
- 2013년 8월 Exhibit I : The Mixtape
- 2013년 11월 Exhibit I : The Mixtape (instrumentals)

### 합작 앨범
- 2010년 4월 2010 Snipersound #1, 만우절 (with MC Sniper)
- 2014년 4월 Airborne (with i11evn)
- 2015년 5월 IMMA (with Vasco & Doplamingo)
- 2016년 6월 Refresh (with. Scary`P, ex8er, ESBEE)

### 참여 앨범
- 2002년 MC Sniper 1.5집 - 'Who Am I'
- 2003년 MC Sniper 2집 - 'Champion'
- 2004년 MC Sniper 3집 - '네 자루의 M.I.C'
- 2005년 배치기 1집 - '공제선'
- 2006년 키네틱플로우 1집 - 'Who Took Ma Crown'
- 2009년 Snipersound - 'One Nation', 'T.K.O'
- 2009년 Outsider - 'Therapist', 'Speed Racer'
- 2010년 L.E.O - '일기장을 펼치고'
- 2010년 Outsider - 'Hit Me'
- 2010년 선데이투피엠 - '마리오네트'
- 2011년 Mic-T - 'W.I.A'
- 2011년 Anan Ryoko - 'About Romance'
- 2011년 화요비 - 'XOXO'
- 2011년 차스 - '크라이 모어'
- 2012년 Fame-J - 'Snipersound VS Overclass'
- 2012년 MC Sniper - 'Push It', 'Better Days'
- 2012년 화요비 - '나를 미치게 하는 것'
- 2013년 시로스카이 - 'Walking In The Rain'
- 2014년 하이플라이즈 - 'Want It All'
- 2014년 불한당 - 'A.T.C.N'